# فيكتورينو كونها
فيكتورينو كونها مواليد 18 أبريل 1945 في البرتغال، هو مدرب كرة سلة أنغولي ولاعب معتزل. يدرب في الدوري الأنغولي لكرة السلة. حقق المركز الأول في بطولة أمم أفريقيا لكرة السلة 1989.

## الميداليات
| الميدالية | المسابقة                          |
| --------- | --------------------------------- |
| ذهبية     | بطولة أمم أفريقيا لكرة السلة 1989 |
| ذهبية     | بطولة أمم أفريقيا لكرة السلة 1992 |
| ذهبية     | بطولة أمم أفريقيا لكرة السلة 1993 |